# دوران تثبیت نظام جمهوری اسلامی ایران
دوران تثبیت نظام جمهوری اسلامی ایران یا تحکیم انقلاب ایران فرایند تثبیت جمهوری اسلامی ایران، پس از اتمام انقلاب است. پس از اینکه  شاه ایران و نظام او توسط انقلابیون در بهمن ۱۳۵۷ سرنگون شدند، ایران در «حالت بحران انقلابی» فرورفت که از سقوط رژیم شاهنشاهی تا سال ۱۳۶۱ ادامه یافت. اقتصاد و دستگاه دولت سقوط کرد و نیروهای نظامی و امنیتی در بی‌نظمی به سر می‌بردند.
بعد از حوادث انقلاب، چریک‌های مارکسیست و احزاب فدرال در برخی از مناطق شامل خوزستان، کردستان و گنبد کاووس شورش کردند، که منجر به جنگ بین آنها و نیروهای انقلابی شد. این شورش‌ها در ماه فروردین سال ۱۳۵۸ آغاز شد و بسته به منطقه، بین چند ماه تا بیش از یک سال به طول انجامید. اسناد تازه منتشر شده نشان می‌دهد که ایالات متحده از آن شورش‌ها حمایت میکرد. مشاور امنیت ملی زبیگنیو برژینسکی با کارکنان خود در مورد حمله احتمالی آمریکا به ایران با استفاده از پایگاه‌های ترکی و خاکی صحبت کرده بود اگر شوروی تصمیم به تکرار سناریو بحث افغانستان در ایران باشد.
در سال ۱۳۶۱،  آقای خمینی و حامیانش بر جناح‌های رقیب پیروز شدند و تثبیت قدرت کردند. عناصری که هم باعث بحران و پایان آن بازی در ایران شد، بحران گروگانگیری ایران و حمله به ایران توسط صدام حسین در عراق، و ریاست جمهوری ابوالحسن بنی صدر بود.

## دیدگاه‌ها
منصور حکمت تظاهرات ۳۰ خرداد ۱۳۶۰ را نقطۀ‌پایان روند انقلاب مردم ایران می‌دانست که از تظاهرات ۱۷ شهریور آغاز شده‌بود. به باور او طی این فاصله نیروهای راستگرای داخلی و خارجی تلاش کردند تا جلوی انقلاب مردم را بگیرند. با بالا گرفتن اعتراضات مردمی، حکومت محمدرضاشاه از سرکوب مردم ناتوان بود و رسانه‌ها و دولت‌های غربی که خطر پیروزی انقلاب را احساس می‌کردند، اقدام به تقویت جریان اسلامی و رهبری اسلامگرایان کردند. با این وجود تا ۳۰ خرداد ۱۳۶۰ هنوز فضایی نیمه‌باز وجود داشت و جمهوری اسلامی نتوانسته‌بود حکومت خود را به‌طور کامل مستقر سازد و تثبیت این حکومت بعد از سرکوب اعتراضات ۳۰ خرداد ۱۳۶۰ متحقق شد.

## آمار جانباختگان
پس از استیضاح ابوالحسن بنی‌صدر، تعداد کشته‌شدگان تا حد بسیار زیادی افزایش پیدا کرد که بسیاری از آنان از نیروهای چپ بوده‌اند. شائول بخاش در این باره می‌گوید: «تعداد کسانی که جانشان را از دست دادند، احتمالا هیچوقت مشخص نخواهد شد. عفو بین الملل تعداد کسانی که در دوازده ماه اول پس از استیضاح بنی صدر کشته شدند را ۲٬۹۴۶ می‌داند. مجاهدین خلق لیستی از کسانی که بین سال‌های ۱۹۸۱ تا ۱۹۸۳ کشته شدند را جمع آوری کرده‌است که ۷٬۷۴۶ نفر بوده‌اند.»
به گفته یرواند آبراهامیان، بین سال‌های ۱۹۸۱ تا ۱۹۸۵، بیشتر از ۸٬۰۰۰ نفر توسط اسلام گرایان اعدام شده‌اند.